# ベルリン・アレクサンダー広場
『ベルリン・アレクサンダー広場』（独：Berlin Alexanderplatz: Die Geschichte vom Franz Biberkopf）は、アルフレート・デーブリーンの長編小説。1929年刊。1920年代のベルリンを舞台にした都市小説で、デーブリーンの代表作であるとともに現代ドイツ文学の傑作として知られている。
副題の「フランツ・ビーバーコップの物語」が示すとおり、物語はベルリンの下層労働者ビーバコップを主人公として進められる。4年の服役を果たして刑務所から出たビーバーコップは、真面目に生き直そうと考え靴紐の訪問販売を始めるが、同僚に裏切られて失望し酒に溺れる。その後体勢を立て直し、ラインホルトという若い男と知り合い彼の仕事を手伝うが、それと知らずに手伝ったのは窃盗団の仕事であった。そのうえ逃走の車中でラインホルトの反感を買ったビーバーコップは、車から突き落とされて右腕を切断する破目に陥る。療養が済んでからは娼婦ミーツェと生活をはじめ、ラインホルトを訪ねて窃盗団に入りなおす。しかしビーバーコップはここでも裏切られ、ラインホルトはミーツェをかどわかそうとする。その際、彼は彼女を殺害してしまい、ビーバーコップは共犯ということにされてしまう。ビーバーコップは警察に捕らえられて精神病院に入院し、ここでの内省を経て新たな人間として退院し、中規模工場の守衛助手の仕事につく。
このビーバーコップの遍歴を主軸としながら、作中では都会の様々な声とイメージ、例えば新聞記事や広告、ラジオ放送の引用や市中の人々の会話といった都市の情報、さらには聖書の詩句といったものが、映画的なモンタージュの手法ならびにジェイムズ・ジョイスの『ユリシーズ』を範とした意識の流れの手法などによって重層的に描き出されていく。「ベルリンを征服しようとして、その核心であるアレクサンダー広場に近づくフランツ・ビーバーコフのこの物語は、(..) ベルリンが主人公である大都市小説である」（早崎守俊）。精神科医であったデーブリーンにはベルリンの労働者たちと日常的に接する機会があり、それとともにエルヴィン・ピスカトールの革新的な劇場演出から影響を受けて本作が執筆された。
発表後ベストセラーとなり（デーブリーンにとって唯一のベストセラーとなった）、翌1931年には各国語への翻訳が始まっている。

## 映画化
小説公刊の二年後、1931年にフィル・ユッツィ監督による映画『Berlin – Alexanderplatz』が公開され、原作者デーブリーンは脚本に参加している。
1980年10月から12月にはライナー・ヴェルナー・ファスビンダーが監督した全14話（約15時間）のテレビシリーズ『ベルリン・アレクサンダー広場_(映画)』が西部ドイツ放送で放映された。ファスビンダーはドイツの有力週刊新聞『ディー・ツァイト』の「名著100選」（1980）においてこの作品について論じている。
同映画の日本語字幕を制作した渋谷哲也は取材に対して、「ファスビンダーの脚本自体、原作小説に意外と忠実で、セリフのやりとりもそのまま残しているところがある。つまりテクスト（＝言葉）は同じなのに、小説と映画とで印象がまったく異なるのが不思議。これは原作をそのまま再現したかったんじゃなく、テクストを借りて自分が表現したいもの、自身の精神を映画に入れ込んだ結果なのでは」と述べている。
2020年には、ブルハン・クルバニ監督が舞台を現代のベルリンに移した183分の長編映画『ベルリン・アレクサンダープラッツ』を製作し、第70回ベルリン国際映画祭コンペティション部門に出品している。